# Neoleptoneta capilla
Pour les articles homonymes, voir Capilla (homonymie).
Espèce
Synonymes
- Leptoneta capilla Gertsch, 1971

Neoleptoneta capilla est une espèce d'araignées aranéomorphes de la famille des Leptonetidae.

## Distribution
Cette espèce est endémique du Tamaulipas au Mexique. Elle se rencontre dans les grottes Cueva de la Capilla et Cueva de la Mina à Gómez Farías.

## Description
Le mâle holotype mesure 1,85 mm et la femelle paratype 2 mm.

## Publication originale
- Gertsch, 1971 : A report on some Mexican cave spiders. Association of Mexican Cave Studies Bulletin, vol. 4, p. 47-111 (texte intégral).